# Tomás Wolsey
Tomás Wolsey (Ipswich, Suffolk, março de 1471 — Leicester, 29 de novembro de 1530) foi um poderoso estadista, Arcebispo de Iorque, Cardeal da Igreja Católica e Lord Chancellor da Inglaterra ao tempo de Henrique VIII.

## Biografia
Filho de Robert Wolsey e sua esposa Joan. Estudou na Universidade de Oxford (mestre em artes quando tinha quinze anos); membro eleito do Magdalen College, 1497; tesoureiro júnior do Magdalen College, 1498-1499; tesoureiro sênior, 1499-1500.
Ordenado em 10 de março de 1498, na igreja de São Pedro e São Paulo, Marlborough, por John Blythe, bispo de Salisbury. Reitor de Limington, Somerset, outubro de 1500. Capelão doméstico do arcebispo Henry Dean da Cantuária. Com a morte do arcebispo em 1503, ele se tornou capelão de Sir Richard Nanfan, vice-tenente de Calais, o qual o recomendou ao rei Henrique VII da Inglaterra; quando Nanfan morreu em 1507, o padre Wolsey se tornou capelão do rei; nomeado reitor de Lincoln por Henrique VII em 2 de fevereiro de 1509. Enviado especial ao Sacro Imperador Romano Maximiliano I em Flandres.
O rei Henrique VIII da Inglaterra nomeou padre Wolsey como esmoler real em novembro de 1509; o cargo automaticamente o tornou membro do Conselho Privado; o rei cada vez mais delegou a ele os assuntos de estado; o esmoler organizou a expedição bem-sucedida do rei contra os franceses em 1513 e o triunfo os tornou ainda mais próximos. Wolsey foi nomeado sucessivamente reitor de Hereford, antes de junho de 1509 e até dezembro de 1512; reitor de Iorque, 1513; e reitor de St. Stephen's, Westminster. Em 1510, ele suplicou pelos graus de bacharel e doutor em divindade. Em 17 de fevereiro de 1511, foi nomeado cônego do capítulo de Windsor e logo depois registrador da Ordem da Jarreteira. O padre Wolsey teve um filho ilegítimo e uma filha; o filho, Thomas Wynter, nasceu de Joan Larke; e a filha, Dorothy Wynter, de Joan Clansey; ele deu aos filhos o sobrenome Wynter. Acompanhou o rei à França em junho de 1513. Henrique VIII pediu ao papa que o nomeasse bispo de Tournai, mas ele nunca obteve posse da sé e acabou desistindo de sua reivindicação ao bispado em troca de uma pensão anual.
Eleito bispo de Lincoln em 6 de fevereiro de 1514 pelo Papa Leão X. Consagrado no dia 26 de março seguinte, no palácio de Lambeth, por William Warham, arcebispo da Cantuária, auxiliado por Richard Fitzjames, bispo de Londres; Richard Fox, bispo de Winchester; Richard Nykke, bispo de Norwich; Hugh Oldham, bispo de Exeter; Edmund Birkhead, bispo de Saint Asaph; e por Miles Sisley, bispo de Llandaff. Wolsey foi promovido à sé metropolitana de Iorque em 15 de setembro de 1514. Em 1514, ele negociou a paz com a França e o casamento da princesa Maria, irmã do rei, com o rei Luís XII da França.
Criado cardeal-presbítero no consistório de 10 de setembro de 1515; recebeu o chapéu vermelho e o título de S. Cecília, após 10 de setembro de 1515. Nomeado Lord Chancellor da Inglaterra em 24 de dezembro de 1515. Administrador da sé de Bath e Wells, de 30 de julho de 1518 a 26 de março de 1523. Nomeado legado a latere na Inglaterra, em 1518; recebeu poder até mesmo sobre o arcebispo da Cantuária, primaz da igreja na Inglaterra; usou seu poder extraordinário, tanto secular quanto eclesiástico, para se tornar o homem mais rico depois do rei; pretendia reformar a igreja inglesa, mas suas atividades políticas e diplomáticas ocupavam a maior parte de seu tempo e ele tinha pouco a dedicar aos assuntos eclesiásticos; propôs algumas reformas monásticas e suprimiu cerca de vinte e nove mosteiros, principalmente para garantir suas receitas e usá-las para fundar o Cardinal's College na Universidade de Oxford.
A primeira prioridade do cardeal era fazer da Inglaterra o árbitro do poder na Europa. Tentou fazer as pazes com a França promovendo um tratado de paz em toda a Europa em 1518, o Tratado de Londres entre Carlos V, Maximiliano I, Francisco I e Henrique VIII; e organizando reuniões entre os reis da Inglaterra e da França, levando ao caso conhecido como Campo do Pano de Ouro; o imperador Carlos V, também desejoso de cortejar a amizade inglesa, havia chegado para uma visita de estado em maio de 1520; ao mesmo tempo, o cardeal negociou o casamento da princesa Maria, filha do rei Henrique, com o filho do imperador, que propôs na primavera de 1521 se casar com ela; em maio de 1522, o imperador Carlos chegou à Inglaterra para a cerimônia de noivado e, três dias depois, a Inglaterra declarou guerra à França; foi decidido que a Inglaterra entraria em guerra com a França em 1523; o imperador deixou a Inglaterra e também declarou guerra à França.
Abade commendatario de St. Albans, dezembro de 1521; por causa da morte do papa, a bula foi adiada até novembro de 1522. Apesar dos esforços do cardeal Wolsey, a guerra eclodiu entre a França e o Império em 1521; dois anos depois, em 1523, o cardeal comprometeu tropas inglesas contra os franceses; para financiar esta campanha, ele aumentou os impostos, e isso produziu ressentimento generalizado; em 1528 se aliou aos franceses contra o imperador, mas em agosto de 1529 a França e o império fizeram as pazes, e a Inglaterra se viu em isolamento diplomático. Não participou do conclave de 1521-1522, que elegeu o Papa Adriano VI. Administrador da sé de Durham, 26 de março de 1523; ocupou o cargo até 21 de fevereiro de 1530. Não participou do conclave de 1523, que elegeu o Papa Clemente VII. O cardeal estendeu a jurisdição da Star Chamber, que era o conselho real agindo como um tribunal, e a usou para impor a justiça do Rei Henrique a nobres sem lei. O comitê conciliar que ele estabeleceu para ouvir processos envolvendo os pobres se tornou o Tribunal de Solicitações em 1529.
Quando o Cardeal Wolsey tentou forçar um "empréstimo amigável" da nobreza para financiar a guerra contra a França que o rei queria empreendida após a batalha de Pavia de 1525, na qual o imperador havia feito prisioneiro o rei da França, os nobres ficaram tão indignados que o rei teve que intervir e se desculpar pelo cardeal; este episódio aumentou o ressentimento e a antipatia da nobreza pelo cardeal. Preocupado com o perigo que o vitorioso Imperador Carlos representava para todo o continente, o Cardeal Wolsey iniciou uma nova abordagem em relação à França; quando o imperador considerou seu noivado com a Princesa Maria nulo e sem efeito em agosto de 1525, o rei inglês o liberou e assinou um novo tratado com a França. No verão de 1526, o Rei Francisco I da França se ofereceu como marido para a Princesa Maria; tanto o cardeal quanto o rei inglês ficaram satisfeitos e entusiasmados; o tratado de casamento, para o rei francês ou seu segundo filho, Henrique, duque de Orléans, se casar com Maria, foi finalizado em maio de 1527; O rei Francisco logo ficou noivo de Leonor, irmã do imperador Carlos V, e então seu segundo filho ficou noivo da princesa Maria; os novos laços com a França fizeram com que o rei Henrique sentisse que não precisava mais da boa vontade da Espanha e, portanto, ele se sentiu livre para buscar a anulação de seu casamento com a rainha Catarina de Aragão, tia do imperador, e se casar com Ana Bolena, esperando que ela produzisse um herdeiro homem para a coroa inglesa; esse projeto foi chamado de "grande assunto" do rei.
O rei Henrique pediu ao cardeal Wolsey que o ajudasse a obter a anulação e o cardeal recomendou que não prosseguisse com tal ação; o rei estava determinado e alegou que duvidava da validade de seu casamento com a viúva de seu irmão morto, o príncipe Artur. O cardeal Wolsey, em sua capacidade de legado papal, formou uma corte eclesiástica secreta para 17 de maio de 1527; o rei testemunhou ter dúvidas sobre seu casamento e pediu julgamento; em 31 de maio, a corte declarou que não estava qualificada para decidir uma questão tão delicada e difícil. O Conselho Privado recomendou que o rei pedisse ao papa uma decisão sobre a anulação; o cardeal Wolsey recomendou ser enviado à França para tentar convencer o rei francês a usar sua influência para persuadir o papa a estender a autoridade do legado para julgar o caso; ele foi à França em julho; enquanto o cardeal estava fora, os Bolena trabalharam para minar sua autoridade com o rei, sugerindo que o cardeal Wolsey estava na realidade trabalhando para impedir a anulação. Quando o cardeal voltou para a Inglaterra em setembro, tendo falhado em sua missão, o rei Henrique já não tinha certeza de sua lealdade.
Naquela época, o papa Clemente era prisioneiro do imperador Carlos V, após o saque de Roma. A rainha Catalina estava ativamente buscando evitar a anulação e a declaração de sua filha, a princesa Maria Tudor, como ilegítima. O imperador disse ao papa que ele tinha que se opor à anulação ou permitir que o caso fosse julgado na Inglaterra. Quando os embaixadores ingleses do rei e do cardeal viram o papa Clemente em Roma, ele cordialmente se recusou a conceder uma dispensa para uma anulação. Wolsey, sabendo do crescente descontentamento do monarca com o desenvolvimento do "grande assunto" e sua falta de confiança nele, tentou por todos os meios fazer o papa rever sua decisão. A Inglaterra e a França declararam guerra ao Imperador em janeiro de 1528. O Rei Henrique enviou Edward Fox, doutor em divindade, e Stephen Gardiner, doutor em direito civil e canônico, a Roma para tentar convencer o papa a conceder ao Cardeal Wolsey o poder de julgar o caso do rei. Em abril seguinte, o Papa concordou em enviar à Inglaterra o cardeal italiano Lorenzo Campeggio, para julgar o caso com o Cardeal Wolsey, mas não concordou em dar a nenhum dos cardeais o poder de pronunciar a sentença.
O Cardeal Campeggio chegou à Inglaterra no final de setembro de 1528. Os procedimentos começaram no dia 22 de outubro seguinte; a sugestão do Cardeal Campeggio de que o rei se reconciliasse com a rainha irritou o primeiro; para pacificar o Rei Henrique, o cardeal italiano mostrou ao rei uma bula que o autorizava a julgar o caso. O rei continuou pedindo ao Cardeal Wolsey para obter a bula do Cardeal Campeggio, mas o primeiro não obteve sucesso. Para complicar a situação, Ana Bolena continuou tentando convencer o Rei Henrique de que Wolsey não estava realmente tentando obter a anulação. Apesar das garantias do cardeal inglês em contrário, Henrique não acreditou nele e forçou o cardeal a pedir ao rei Francisco I que exortasse o papa Clemente VII a conceder o divórcio. No início de 1529, o papa adoeceu e, por causa disso, a corte não se reuniu até 20 de maio daquele ano. Durante esse intervalo, o cardeal Wolsey fez o possível para obter a bula do cardeal Campeggio; finalmente, em junho, o cardeal italiano disse ao cardeal Wolsey que o papa havia proibido o uso da bula. Em julho, o papa, pressionado pelo imperador Carlos V, rescindiu a comissão aos cardeais Campeggio e Wolsey, e a corte legatina foi formalmente fechada. Ana culpou Wolsey pelo fracasso do processo.
Nomeado administrador da sé de Winchester, 8 de fevereiro de 1529; ocupou o posto até sua morte. Em outubro de 1529, o cardeal Wolsey foi privado da chancelaria e obrigado a devolver o grande selo. Tentando evitar a acusação, o cardeal deu ao rei a maioria de suas propriedades. No mês seguinte, o cardeal implorou ao rei por misericórdia, e este, apaziguado, colocou o cardeal sob sua proteção pessoal. Ana Bolena ficou furiosa quando, em 12 de fevereiro de 1530, o rei Henrique perdoou formalmente o cardeal Wolsey e o confirmou como arcebispo de Iorque. Ele deixou Londres para Iorque em abril de 1530. O rei foi levado a acreditar que o cardeal estava conspirando para recuperar sua posição; ele foi preso em 4 de novembro de 1530 em sua casa em Caewood, perto de Iorque, sob acusações de traição por se corresponder com a corte francesa.
Cardeal Wolsey morreu em 29 de novembro de 1530, às 8h, na Abadia de Leicester, enquanto estava a caminho de Londres para enfrentar o rei. Enquanto o corpo estava sendo preparado para o enterro, foi descoberto que ele estava usando uma camisa de crina. Vestido com “todas as vestes e ornamentos que ele professou quando foi consagrado bispo e arcebispo”, foi velado e enterrado na própria abadia. Mantendo sua prática de erguer edifícios magníficos em Hampton Court, Westminster e Oxford, o Cardeal Wolsey havia planejado um túmulo magnífico em Windsor por Benedetto da Rovezzano e Giovanni da Maiano, mas foi finalmente enterrado na Abadia de Leicester, atualmente Abbey Park, sem nenhum monumento. Com a abadia agora em ruínas, embora se saiba que ele foi enterrado na Capela da Senhora, a localização exata de seu túmulo permanece desconhecida até hoje.

## Representações fictícias
Cardeal Wolsey foi relembrado em inúmeras representações fictícias:
- Wolsey é o principal antagonista de Henrique VIII, de William Shakespeare,[2] que o descreve como um arrogante conquistador de poder.
- Wolsey é um personagem secundário, mas importante, na peça A Man for All Seasons,[3] de Robert Bolt ; ele foi interpretado nas duas versões cinematográficas da peça por Orson Welles (1966)[4] e John Gielgud (1988)[5].
- Wolsey foi retratada de forma um pouco mais simpática no filme Anne of the Thousand Days (1969), uma atuação que rendeu a Anthony Quayle uma indicação ao Oscar.[6]
- Wolsey foi interpretado por John Baskcomb em The Six Wives of Henry VIII (1970)[7] e por John Bryans quando a série foi transformada no filme  Henry VIII and His Six Wives (1972)[8].
- David Suchet interpreta Wolsey na série de televisão de duas partes de 2003, Henry VIII, com Ray Winstone.[9]
- Terry Scott interpretou um Wolsey cômico em Carry On Henry (1970).[10]
- William Griffis interpretou Wolsey no musical da Broadway Rex (1976), estrelado por Nicol Williamson como Henrique VIII.[11]
- Na série The Tudors (2007) da Showtime, Sam Neill interpreta Wolsey. Esta produção interpreta sua morte como suicídio por degolação, acobertado pelo rei e Cromwell por afeição residual por ele.[12]
- Roger Ashton-Griffiths interpreta Wolsey na série documental de David Starkey de 2009, Henry VIII: The Mind of a Tyrant.[13]
- Wolsey é um dos personagens principais do romance Wolf Hall (2009) de Hilary Mantel, interpretado por Paul Jesson na produção da RSC[14] e por Jonathan Pryce na primeira e segunda séries de televisão.[15][16] Ele é retratado pelos olhos de Cromwell como um mentor e um estadista implacavelmente leal. O desejo de vingar a queda e a morte ignominiosa de Wolsey alimenta muitas das ações de Cromwell na segunda metade de Wolf Hall e sua sequência Bring Up the Bodies, que foi incorporada às adaptações para o palco e a televisão.[17]
- Na série da TVE Carlos, rey emperador (2015), é interpretado por Blai Llopis.[18]
- Wolsey aparece em The White Princess, STARZ, Temporada 1, Episódio 8 (2017), interpretado por Mark Edel-Hunt.[19]
- Philip Cumbus interpreta Wolsey em The Spanish Princess, uma continuação de The White Princess.[20]